# Francesco Allegrini (incisore)
Francesco Allegrini (Firenze, 1729 – dopo il 1785) è stato un incisore italiano.

## Biografia
Fratello dei tipografi Giuseppe e Pietro Allegrini, con i quali collaborò, nacque intorno al 1729 e praticò la sua attività di incisore a Firenze. Realizzò nel 1761 il frontespizio e l'albero genealogico mediceo nel volume Chronologica series simulacrorum regiae familiae Mediceae, contenente cento ritratti della casa dei Medici. Sua un'incisione su proprio acquarello del simulacro dell'Alberino della chiesa di San Francesco a Siena.
È principalmente ricordato per le numerose incisioni e disegni contenuti nell'opera Serie di ritratti d'uomini illustri toscani con gli elogi istorici dei medesimi, stampata in quattro volumi dagli Allegrini dal 1766 al 1773.
Non si hanno più notizie dopo il 1785.